# Киршу
Киршу (рум. Cârșu) — село у повіті Мехедінць в Румунії. Входить до складу комуни Бала.
Село розташоване на відстані 263 км на захід від Бухареста, 32 км на північний схід від Дробета-Турну-Северина, 101 км на північний захід від Крайови.

## Населення
За даними перепису населення 2002 року у селі проживали 75 осіб, з них 74 особи (98,7%) румунів. Рідною мовою 74 особи (98,7%) назвали румунську.